# ایمیدوکارب
ایمیدوکارب (به انگلیسی: Imidocarb) یک ترکیب شیمیایی با شناسه پاب‌کم ۲۱۳۸۹ است. 